# Championnat national de tennis des États-Unis 1909
Pour un article plus général, voir US Open de tennis.
Résultats détaillés de l’édition 1909 du championnat de tennis US National qui est disputée du 21 au 26 juin 1909.

## Palmarès
| Tableau          | Vainqueurs                         | Vainqueurs | Score                   | Finalistes                      | Finalistes        |
| ---------------- | ---------------------------------- | ---------- | ----------------------- | ------------------------------- | ----------------- |
| Simple dames     | Hazel Hotchkiss                    | États-Unis | 6-0, 6-1                | Maud Barger Wallach             | États-Unis        |
| Simple messieurs | William Larned                     | États-Unis | 6-1, 6-2, 5-7, 1-6, 6-1 | William Clothier                | États-Unis        |
| Double dames     | Hazel Hotchkiss Edith Rotch        | États-Unis | 6-1, 6-1                | Dorothy Green Louise Moyes      | États-Unis Canada |
| Double messieurs | Fred Alexander Harold Hackett      | États-Unis | 6-4 6-4 6-0             | Maurice McLoughlin George Janes | États-Unis        |
| Double mixte     | Hazel Hotchkiss Wallace F. Johnson | États-Unis | 6-2, 6-0                | Louise Hammond Raymond Little   | États-Unis        |

## Simple dames
|  |                     |  |   |   |  |
|  | Finale              |  |   |   |  |
|  |                     |  |   |   |  |
|  |                     |  |   |   |  |
|  | Hazel Hotchkiss     |  | 6 | 6 |  |
|  | Hazel Hotchkiss     |  | 6 | 6 |  |
|  | Maud Barger Wallach |  | 0 | 1 |  |

## Double dames
|  |                             |  |   |   |  |
|  | Finale                      |  |   |   |  |
|  |                             |  |   |   |  |
|  |                             |  |   |   |  |
|  | Hazel Hotchkiss Edith Rotch |  | 6 | 6 |  |
|  | Hazel Hotchkiss Edith Rotch |  | 6 | 6 |  |
|  | Dorothy Green Louise Moyes  |  | 1 | 1 |  |

## Double mixte
|  |                                    |  |   |   |  |
|  | Finale                             |  |   |   |  |
|  |                                    |  |   |   |  |
|  |                                    |  |   |   |  |
|  | Hazel Hotchkiss Wallace F. Johnson |  | 6 | 6 |  |
|  | Hazel Hotchkiss Wallace F. Johnson |  | 6 | 6 |  |
|  | Louise Hammond Raymond Little      |  | 2 | 0 |  |